# Гароафа (Вранча)
Гароафа (рум. Garoafa) насеље је у Румунији у округу Вранча у општини Гароафа. Oпштина се налази на надморској висини од 68 m.

## Становништво
Према подацима из 2002. године у насељу је живело 4618 становника, од којих су сви румунске националности.

### Хронологија
| Година       | 1992 | 1993 | 1994 | 1995 | 1996 | 1997 | 1998 | 1999 | 2000 | 2001 | 2002 | 2003 | 2004 | 2005 | 2006 | 2007 | 2008 | 2009 | 2010 | 2011 | 2012 | 2013 | 2014 | 2015 | 2016 | 2017 |
| ------------ | ---- | ---- | ---- | ---- | ---- | ---- | ---- | ---- | ---- | ---- | ---- | ---- | ---- | ---- | ---- | ---- | ---- | ---- | ---- | ---- | ---- | ---- | ---- | ---- | ---- | ---- |
| Становништво | 4383 | 4313 | 4288 | 4238 | 4215 | 4232 | 4287 | 4358 | 4445 | 4524 | 4562 | 4606 | 4675 | 4705 | 4713 | 4772 | 4809 | 4831 | 4802 | 4809 | 4844 | 4850 | 4820 | 4789 | 4781 | 4766 |